# Siphonolaimus cylindricaudatus
Siphonolaimus cylindricaudatus is een rondwormensoort uit de familie van de Siphonolaimidae. De wetenschappelijke naam van de soort is voor het eerst geldig gepubliceerd in 1942 door Schuurmans Stekhoven.